# Eupsittula pertinax
El perico cara sucia o perico gorgicafé (Eupsittula pertinax) es una especie de ave psitaciforme neotropical de la familia de los loros (Psittacidae) autóctona del norte de Sudamérica (Colombia, Venezuela, Brasil y las Antillas neerlandesas) y que ha sido introducida en Puerto Rico y ciertas islas de las Antillas Menores; la población existente en Panamá y Costa Rica se ha considerado a veces una especie aparte: Aratinga ocularis (Eupsittula ocularis).

## Descripción
Tiene un tamaño mediano: de 17 a 20 cm, y posee colores verde, azul, amarillo y rojo-naranja, con poco dimorfismo sexual, el cual es bastante parecido al del periquito australiano.[cita requerida]

## Comportamiento
Son aves ruidosas y muy inteligentes, de excelente y rápido vuelo, muy sociables, suelen volar en pequeños grupos.

### Reproducción
Estas aves generalmente alcanzan la madurez a los 3 años de edad. Son monógamas (tienen la misma pareja de por vida). Generalmente hacen sus nidos en termiteros de los árboles y, a veces, en huecos y palmeras. Ponen de 2 a 6 huevos blancos, que eclosionan después de unos 22 a 25 días. Los pichones permanecen con sus padres hasta que pueden cuidarse solos, pues por lo general estas aves tienen una época de reproducción pero como toda ave su época no es fija pero reproduce de todas maneras. Es esencial en el ecosistema para la dispersión de semillas, propias de hábitats como el bosque seco tropical.

## Amenazas
En varios países de América, la compra o venta del perico cara sucia se encuentra prohibida, debido a que sus poblaciones han disminuido poco a poco, esto principalmente por tres razones: la mayor amenaza es la deforestación que destruye sus hogares. También se encuentra el contrabando para la venta ilegal, y una tercera amenaza es el veneno en los cultivos, ya que los agricultores los ven como plagas que eliminan sus cosechas.

## Subespecies
Existen varias subespecies de este miembro del género Eupsittula:
- Eupsittula pertinax aeruginosa (Linnaeus, 1758)
- Eupsittula pertinax arubensis (Hartert, 1892)
- Eupsittula pertinax chrysogenys (Massena & Souance, 1854)
- Eupsittula pertinax chrysophrys (Swainson, 1838)
- Eupsittula pertinax griseipecta Meyer de Schauensee, 1950
- Eupsittula pertinax lehmanni Dugand, 1943
- Eupsittula pertinax margaritensis (Cory, 1918)
- Eupsittula pertinax ocularis (Sclater, PL, 1865)
- Eupsittula pertinax paraensis Sick, 1959
- Eupsittula pertinax pertinax (Linnaeus, 1758)
- Eupsittula pertinax surinama Zimmer & Phelps, WH, 1951
- Eupsittula pertinax tortugensis (Cory, 1909)
- Eupsittula pertinax venezuelae Zimmer & Phelps, WH, 1951
- Eupsittula pertinax xanthogenia (Bonaparte, 1850)